# Pseudocyclops obtusatus
Pseudocyclops obtusatus is een eenoogkreeftjessoort uit de familie van de Pseudocyclopidae. De wetenschappelijke naam van de soort is voor het eerst geldig gepubliceerd in 1873 door Brady & Robertson D..